# ليودينوفو
ليودينوفو (بالروسية: Людиново) هي إحدى مدن روسيا في الكيان الفدرالي الروسي كالوغا أوبلاست.

## أعلام
- إيفان رودين